# Carrer del Mig (Alella)
El Carrer del Mig és una via pública d'Alella (Maresme) protegida com a Bé Cultural d'Interès Local.

## Descripció
Carrer de 4,62 m d'amplada amb cases de cós a banda i banda, amb patis al darrere a l'interior de les illes. Són edificacions de planta baixa i pis, en alguns casos de planta baixa i dos pisos, i algun pati al costat sud. És el carrer -com reflecteix el seu nom - dels tres carrers paral·lels que configuren l'eixample. Hi predomina la crugia estreta d'aproximadament cinc metres, encara que trobem diferents parcel·lacions amb crugies de set a nou metres. Les façanes d'ambdós costats mantenen criteris unitaris de composició: façanes planes, obertures petites de proporcions verticals, eixos verticals de composició, i acabades estucades i pintades sobre arrebossat. Existeixen però, construccions que no respecten aquests paràmetres bàsics, amb terrasses incorporades a les façanes, balcons correguts, desordre compositiu, obertures desproporcionades i materials no adients. El paviment del vial, recentment renovat, té un tractament unitari amb llambordins i recollida d'aigües continua en posició central, eliminant així la disposició anterior amb la clàssica secció amb calçada central i petites voreres als costats. El carrer presenta fanals a un sol costat, adossats a la banda nord del carrer. Primer creixement del nucli el segle xix, a la confluència sobre la riera Coma Clara i el torrent Vallbona, al nord del nucli antic d'Alella.